# Elevador da Graça
Chama-se elevador da Graça ou funicular da Graça a qualquer um dos dois um sistemas de transporte público ferroviário ligeiro que liga o Largo Martim Moniz, na baixa de Lisboa, em Portugal, à colina próxima a poente, onde situa o Covento da Graça e os arruamentos e miradouro epónimos, vencendo um desnível de cerca de 80 m num comprimento linear de menos de dez vezes esse valor. O primeiro elevador da Graça operou em 1893-1909 e o segundo foi inaugurado em 2024.

## Século XIX

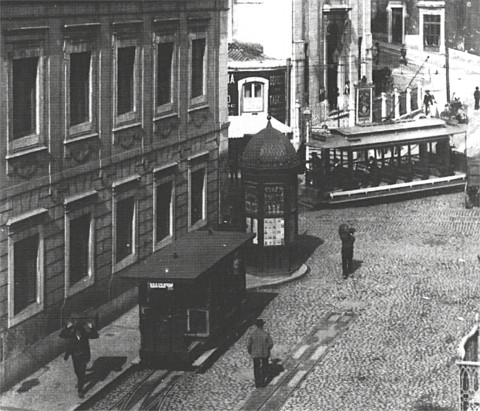
Estação base, 1904, com carro do modelo menor; um elétrico da Carris é visível em segundo plano.

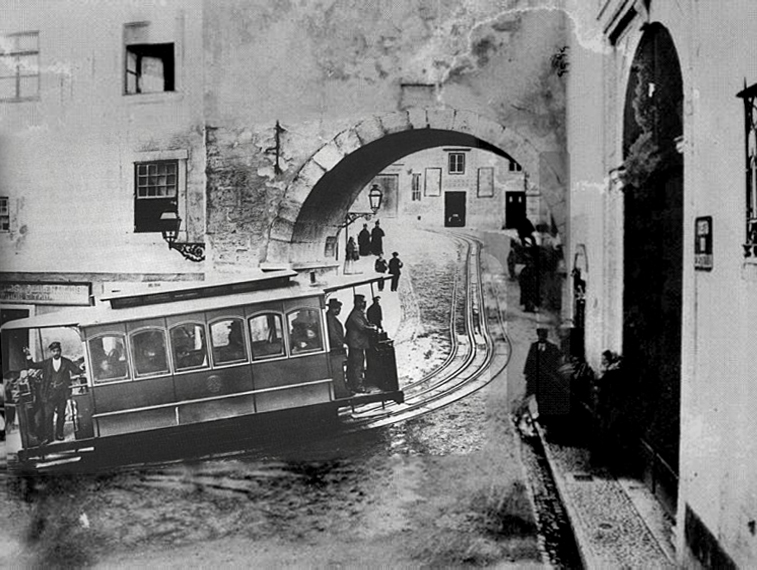
Carro subindo a calçada, ao Arco de Santo André: modelo maior.

O Elevador da Graça foi um meio de transporte mecanizado sobre carris que operou em Lisboa, Portugal. Ligava o Largo da Graça à Rua da Palma (junto ao Largo Martim Moniz). Foi projetado por Raoul Mesnier du Ponsard. A construção foi iniciada em 1889 e a inauguração foi feita em 27 de Fevereiro de 1893. Juntamente com outros sistemas semelhantes noutros pontos da cidade, foi construído e explorado pela Nova Companhia dos Ascensores Mecânicos de Lisboa.
Foi concebido para vencer um desnível de 75 m ao longo de um trajeto de 730 m, funcionava por um sistema de cabo sem fim sob a via, ligado por uma ranhura às carruagens. Esta coincidia com os carris internos nos pontos do trajeto onde as vias ascendente e descendente corriam entrelaçadas. Eram utilizados dois tipos de carruagens, ambos biface, um modelo maior e outro menor, em número total aproximado de quatro, invertendo o sentido no fim de cada percurso.
A sua desativação deu-se em 1909, tendo sido parcialmente absorvido pela linha de elétrico (de bitola idêntica, 900 mm) entre a Rua da Palma e o Largo Rodrigues de Freitas, integrada em 1915 no percurso da carreira 12E da Carris.

## Século XXI
A 12 de março de 2024 foi inaugurado o novo Funicular da Graça. Este novo sistema serve também para facilitar a ligação entre o Martim Moniz e o Largo da Graça, contando com a sua estação terminal na Rua dos Lagares. A restante ligação ao Martim Moniz é efetuada através de um percurso pedonal pela Rua Marquês de Ponte de Lima e Escadinhas da Saúde (equipadas com escadas mecânicas no sentido ascendente). O funicular esteve planeado desde 2009, como parte do Plano de Acessibilidade Suave e Assistida à Colina do Castelo, tendo a construção sido inicialmente planeada em 2016. Porém, o arranque das obras foi atrasado devido à necessidade de estudos arqueológicos no local, uma vez que foram encontrados vestígios das muralhas fernandinas, que levaram à alteração dos planos. Os trabalhos iniciaram-se definitivamente em meados de 2021, inicialmente com conclusão prevista nos finais de 2022 e abertura em 2023. Porém, os trabalhos atrasaram-se, tendo sido concluídos apenas no Verão de 2023. O então presidente da EMEL, Carlos Silva, explicou que este atraso se deveu à «pandemia e a guerra na Ucrânia», que «impactaram o fornecimento de materiais para a construção».